# Mihaela Melinte
Mihaela Melinte, romunska atletinja, * 27. marec 1975, Bacău, Romunija. 
Ni nastopila na poletnih olimpijskih igrah. Postala je prva svetovna prvakinja v metu kladiva leta 1999 in prva evropska prvakinja leta 1998. Osemkrat je postavila svetovni rekord v metu kladiva med letoma 1994 in 1999. Leta 2000 je prejela dvoletno prepoved nastopanja zaradi dopinga.